# Stade municipal Juscelino Kubitschek
Ne doit pas être confondu avec Stade Juscelino Kubitschek Paranoá.
Le stade municipal Juscelino-Kubitschek-de-Oliveira (en portugais : Estádio Municipal Juscelino Kubitschek de Oliveira), également connu sous le nom de stade Juscelino-Kubitschek (en portugais : Estádio Juscelino Kubitschek) et surnommé le stade JK (en portugais : Estádio JK), est un stade de football brésilien situé dans la ville d'Itumbiara, dans l'État du Goiás.
Le stade, doté de 14 455 places et inauguré en 1977, sert d'enceinte à domicile à l'équipe de football d'Itumbiara Esporte Clube.
Il porte le nom de Juscelino Kubitschek, homme politique et ancien président du Brésil entre 1956 et 1961.

## Histoire
Le stade ouvre ses portes en 1977. Il est inauguré le 10 octobre 1977 lors d'un match nul 0-0 entre les locaux de l'Itumbiara EC et le Vasco da Gama devant 41 235 spectateurs (record d'affluence au stade à ce jour).
Le premier but officiel au stade est inscrit le 19 octobre 1977 par Zé Roberto, joueur d'Itumbiara EC.
Le 7 mars 1984 est inscrit le plus gros score lors d'un match disputé au stade, une victoire 6-1 de l'Itumbiara EC contre le Goiás EC.
En 2007, le stade subit des rénovations majeures. La pelouse est changée l'année d'après.
Le 4 mars 2009, lors d'un match de Copa do Brasil, les Corinthians affrontent l'Itumbiara EC à l'Estádio JK. Lors de ce match, Ronaldo entre en jeu pendant 27 minutes durant la seconde période, revenant sur le terrain après 387 jours sans jouer dans un match officiel,.